# Atsushi Satō
Atsushi Satō (佐藤 敦之, Satō Atsushi), né le 8 mai 1978, est un athlète japonais, spécialiste du marathon.
Son meilleur temps, de 2 h 7 min 13 s, a été obtenu lors du marathon de Fukuoka, le 2 décembre 2007.

## Biographie
Satō commence à pratiquer la course très jeune, et, lorsqu'il est au lycée, le représente dans des championnats lycéens. Admis à l'Université Waseda, il commence à allonger ses distances de course.
Il se lance dans un marathon officiel en 2000, à l'occasion du marathon du Lac Biwa, et arrive à la quatrième place avec un temps de 2:09:50.